# Solo Piano (album, Philip Glass)
Solo Piano (1989) je album klavírní hudby, kterou složil a sám provedl americký skladatel Philip Glass. Produkoval jej Kurt Munkacsi.
Název pěti ze sedmi skladeb „Metamorphosis“ odkazuje a byl inspirován povídkou Franze Kafky z roku 1915 Proměna. Ačkoli všechny části byly napsány v roce 1988, některé vznikly pro inscenaci Metamorphosis, zatímco jiné pro dokumentární film režiséra Errola Morrise z roku 1988 Tenká modrá čára. Skladbu „Mad Rush“ Glass napsal v roce 1979 a je založena na jeho dřívějším kuse pro varhany; využilo ji choreografické duo Lucinda Childs a Benjamin Millepied. Název poslední skladby je odkazem na báseň Allena Ginsberga z roku 1966 „Wichita Vortex Sutra“. Glass ji složil ve spolupráci s Ginsbergem pro potřeby čtení i nahrávky jeho básně.
Část „Metamorphosis One“ zaznívá v jednom z dílů seriálu Battlestar Galactica v podání Kary „Starbuck“ Thrace. V rámci příběhu skladbu složil a hrával její otec. Další příležitost, kdy zaznívá, je závěrečný díl seriálu Person of Interest, nazvaný Return 0. Část „Metamorphosis Two“ se stala základem pro jedno z hlavních hudebních témat filmu režiséra Stephena Daldryho z roku 2003 Hodiny. Americká rocková skupina Pearl Jam ji navíc používá na koncertech jako svoji úvodní hudbu. Následně tuto skladbu nahrálo mnoho dalších pianistů, zejména Bruce Brubaker, Sally Whitwell, Lisa Moore a Valentina Lisitsa.

## Seznam skladeb
Všechny skladby složil a zaranžoval Philip Glass.
| Pořadí         | Název                | Délka |
| -------------- | -------------------- | ----- |
| 1.             | Metamorphosis One    | 5:41  |
| 2.             | Metamorphosis Two    | 7:22  |
| 3.             | Metamorphosis Three  | 5:33  |
| 4.             | Metamorphosis Four   | 7:01  |
| 5.             | Metamorphosis Five   | 5:10  |
| 6.             | Mad Rush             | 13:48 |
| 7.             | Wichita Vortex Sutra | 6:53  |
| Celková délka: | Celková délka:       | 51:18 |